# Andrew Blackman
Andrew Blackman (* 2. August 1965 in Brisbane, Australien) ist ein australischer Schauspieler.
Andrew Blackman spielte unter anderem in A Country Practice als Dr. Harry Morrison mit, in Nachbarn als Mike Healy, in Blue Heelers und in der Fernsehserie Meine peinlichen Eltern als Taylor Fry’s Vater Don Fry mit.

## Filmografie (Auswahl)
- 1987: Frenchman’s Farm
- 1991–1993: A Country Practice (Fernsehserie, 236 Episoden)
- 1998–1999: Nachbarn (Neighbours Fernsehserie, 32 Episoden)
- 2006–2007: Meine peinlichen Eltern (Mortified, Fernsehserie, 26 Episoden)